# Zeche Lina II
Die Zeche Lina II war ein Steinkohlenbergwerk im Sprockhöveler Stadtteil Gennebreck-Herzkamp. Die Zeche war eine Kleinzeche, die nur wenige Jahre in Betrieb war. Besitzer dieser Kleinzeche war die Papierfabrik Scheufelen.

## Bergwerksgeschichte
Am 1. April des Jahres 1961 wurde das Bergwerk in Betrieb genommen. Es wurde begonnen, einen Schacht für den Abbau im westlichen Teil der Herzkämper Mulde abzuteufen. Ab Oktober des darauffolgenden Jahres übernahm die Gewerkschaft Kläre das Bergwerk. Im Jahr 1963 wurde die maximale Förderung des Bergwerks erreicht. Mit 35 Bergleuten wurden 11.748 Tonnen Steinkohle gefördert. Am 10. Januar des Jahres 1964 wurde der Betrieb eingestellt und am 30. Juni desselben Jahres wurde die Zeche Lina II stillgelegt.